# Missing white woman syndrome
Missing white woman syndrome (Mwws) bedeutet wörtlich Vermisste-weiße-Frau-Syndrom. Diese Phrase beschreibt eine überproportional intensive Berichterstattung der Massenmedien, vor allem des Fernsehens, in der Vermisstenfälle von jungen, weißen Frauen oder Mädchen aus der Mittelschicht behandelt werden. Das Syndrom ist dem Bereich der Sozialpsychologie zuzuordnen. Die PBS-Nachrichtensprecherin Gwen Ifill gilt als Begründerin der Bezeichnung, welche in der US-Mediensoziologie Einzug gehalten hat.